# Nhà thờ Thánh Sebastian, Negombo
Nhà thờ Thánh Sebastian, Negombo còn được gọi là Nhà thờ Thánh Sebastian, Wella Veediya là một nhà thờ Công giáo La Mã ở Negombo, Sri Lanka. Nó được tạo hình trên Nhà thờ chính tòa Đức Bà Reims ở Pháp và được xây dựng theo phong cách kiến trúc Gothic. Saint Sebastian là vị thánh bảo trợ của thành phố Negombo.

## Vị trí
Nhà thờ nằm trên đường phố San Sebastian ở Negombo.

## Lịch sử
Nhà thờ được thiết kế bởi Cha G. Gannon, linh mục giáo xứ Sea Street. Mặc dù viên đá nền tảng được đặt bởi Tổng Giám mục của Colombo, Pierre-Guillaume Marque, vào ngày 2 tháng 2 năm 1936, việc xây dựng đã không được hoàn thành cho đến mười năm sau. Nó đã thay thế một nhà thờ nhỏ hơn để đáp ứng số giáo dân ngày càng tăng trong thành phố đa số công giáo. Nó được cho là mô phỏng theo phong cách kiến trúc Gothic trên các đường của Nhà thờ Reims ở Pháp. Một cái bóng của nhà thờ này được nhìn thấy ở đầm phá Negombo.
Nhà thờ này là một trong nhiều nhà thờ ở Sri Lanka dành riêng cho St Sebastian, người được coi là một vị tử đạo trong lịch sử Giáo hội Công giáo. Sự tôn kính của ông đặc biệt được tôn vinh để tìm kiếm sự cứu trợ từ dịch bệnh. Một lễ hội gọi là "Lễ St Sebastian" được tổ chức hàng năm tại đây vào tháng giêng. Một bộ phim truyền hình kể chuyện về Cuộc đời của Sebastian từng được ban hành ở đây trước năm 1950. Bây giờ, "Raja Tunkattuwa", một bộ phim ngôn ngữ Sinhalese về Ba vị vua được tổ chức tại đây vào dịp Giáng sinh.

## Lễ hội
Tại nhà thờ St. Sebastian, một lễ hội hàng năm dành riêng cho thánh Sebastian được tổ chức vào ngày 20 tháng 1. Nhân dịp này, một cột cờ được trang trí được dán tại khuôn viên nhà thờ. Đám rước cũng được tổ chức và thực phẩm được phục vụ miễn phí cho người nghèo.